# Sverigefinska Riksförbundet
Sverigefinska riksförbundet (SFRF), på finska Ruotsinsuomalaisten Keskusliitto (RSKL), tidigare Riksförbundet finska föreningar i Sverige, är en ideell förening grundad 1957 öppen för alla sverigefinnar. 
År 2010 samlade föreningen 130 medlemsorganisationer i 10 distrikt. Totalt hade dessa medlemsorganisationer 15 000 medlemmar.

## Verksamhet
SFRF arbetar med att bilda opinion och förmedla information om sverige-finskt samarbete. Vidare bevakar de finskans "ställning i Sverige, anordnar kulturarrangemang, stärker sverigefinnarnas kulturella identitet och har en i övrigt bred verksamhet: idrott, teater, språkkurser, lägerskolor och kulturutbyte med Finland". 
Föreningen är huvudman för Sverigefinska folkhögskolan i Haparanda och för Axevalla folkhögskola. De två organisationerna Sverigefinska Pensionärer och Sverigefinska Amatörteaterförbundet är de två autonoma organisationerna som finns inom föreningen. Sverigefinsk Ungdom organiserar föreningens ungdomsverksamhet.

## Historia
År 1830 grundades den första finska föreningen i Sverige, Tukholma Suomalaiskunta, av Carl Axel Gottlund. Den föreningen kom senare att läggas ner. År 1894 grundades Finska föreningen i Stockholm som har vuxit till den i början av 2020-talet  största och dessutom äldsta ännu existerande föreningen. Finska föreningen i Stockholm var inledningsvis socialistisk inriktad men kategoriserar sig numer som politiska neutral.

### Sverigefinländarnas delegation
SFRF var initiativtagare till bildandet av Sverigefinländarnas delegation (registrerad 2001) som fungerar som motpart till regeringen i frågor gällande den finska minoriteten i Sverige. Sverigefinländarnas delegation har till uppgift att "bevaka sverigefinländarnas språkliga, kulturella, samhälleliga och sociala intressen".